# Внешняя политика Таджикистана

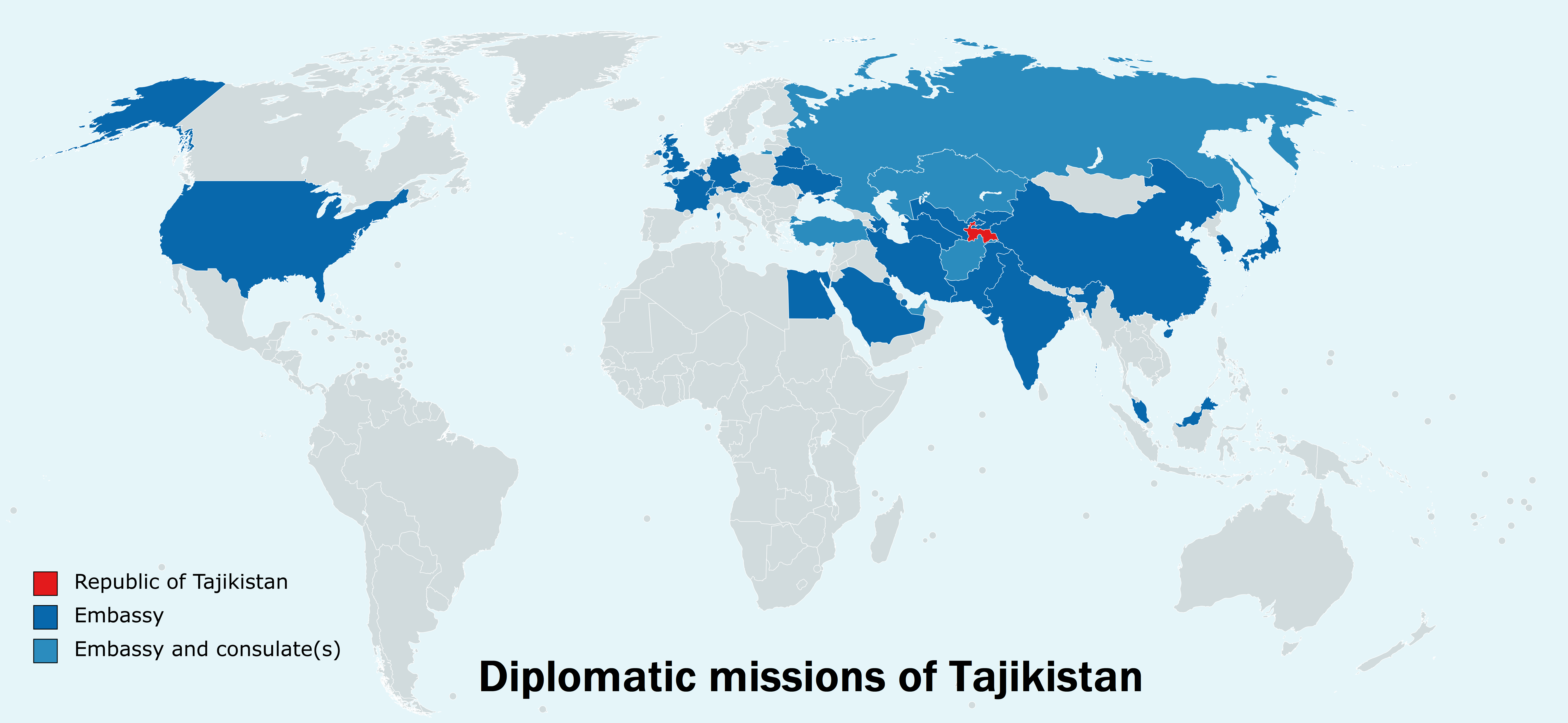
Карта дипломатических миссий Таджикистана.

Внешняя политика Таджикистана — общий курс государства Таджикистан в международных отношениях, основанный на содействии региональной безопасности для обеспечения независимости Таджикистана, желании защиты отечественных и иностранных инвестиций. Согласно действующей Концепции внешней политики республики, превалирующей и основной задачей ее внешней политики в долгосрочной перспективе является защита стратегических интересов страны на международной арене, которая она будет реализовываться путем формирования внешних благоприятных условий для всестороннего устойчивого развития Таджикистана
. Документ провозглашает многовекторную внешнюю политику.
Руководящим органом внешней политики Таджикистана является Министерство иностранных дел. МИД, непосредственно реализуя процесс внешней политики, выполняет координирующую роль деятельности государственных органов исполнительной власти внутри страны и за ее пределами в вопросах, относящихся к внешней политике. Все государственные структуры осуществляют свои зарубежные связи через МИД РТ.

## Информационная дипломатия
В процессе развития мирового информационного пространства наряду с положительными и конструктивными тенденциями, обеспечивающими осведомленность о новейших достижениях человечества, наблюдаются отрицательные процессы, чреватые рисками для информационной безопасности государств, в том числе и для Республики Таджикистан. В свете этого, информационная дипломатия Республики Таджикистан рассматривает содействие обеспечению информационной безопасности страны как свою главную цель и в рамках отстаивания и реализации этой цели выполняет следующие задачи:
1. Обеспечение реального и адекватного восприятия широкой международной общественностью  сущности внутренней и внешней политики Республики Таджикистан;
2. Презентация и пропаганда достижений и перспектив социально-экономического развития страны, ее культурных и научных завоеваний;
3. Пропаганда благоприятного климата страны для инвестиций, плодотворного экономического сотрудничества и развития туризма;
4. Содействие созданию эффективных средств информационного воздействия на зарубежное общественное мнение в целях положительного восприятия Таджикистана;
5. Содействие расширению возможностей средств массовой информации страны в международном информационном пространстве;
6. Осуществление активного международного сотрудничества в информационной сфере;
7. Своевременное и эффективное противодействие киберпреступлениям и информационным угрозам государственной независимости и национальным интересам Республики Таджикистан, историческим святыням и духовно-этическим ценностям таджикского народа [1].

По мнению исследователей, Таджикистан имеет солидный потенциал так называемой "мягкой силы", который может быть реализован через продуманную работу в области публичной дипломатии. К таким ресурсам «мягкой силы» относят туризм, возможности таджикской диаспоры, достижения республики в сфере «водной дипломатии»., и даже внешнюю образовательную миграцию. Понятно, что без системной и хорошо налаженной информационной дипломатии использование таких ресурсов «мягкой силы» в практике внешней политике является трудной задачей.

## Двусторонние отношения

### Азербайджан
Азербайджан и Таджикистан, как члены СНГ, развивают экономические отношения друг с другом. В июле 2012 года, в ходе официального визита президента Республики Таджикистан Эмомали Рахмона в Республику Азербайджан, связанного со строительством нефтеперерабатывающего завода на юге Таджикистана, «Таджикская Алюминиевая Компания» (ТАЛКО) и азербайджанская компания «Azeraluminium» подписали соглашение о сотрудничестве.

### Афганистан
Отношения с соседним Афганистаном началось в 1992 году, и, как правило, являются хорошими, чему способствует то, что обе страны имеют много общего. Их территории в различные периоды были частями единого государства — при Саманидах, Газневидах и Тимуридах. Персидский язык широко используется в обоих государствах. Численность таджиков в Афганистане даже больше, чем в самом Таджикистане.
После договора о мире и дружбе в 1750 году между Ахмад Шах Дуррани и Мухаммед Мурад Галебом река Амударья стала официальной границей с Афганистаном.
В январе 2007 года, при финансировании США, был построен мост через пограничную с Афганистаном реку Пяндж, соединивший обе страны. Хотя его основная цель — улучшить торговлю между двумя государствами, президент Таджикистана всё же выразил озабоченность тем, что он может также содействовать увеличению незаконного наркотрафика. В марте 2008 года, Иран, Афганистан и Таджикистан выпустили совместное коммюнике, связанное с расширением экономических и культурных связей, в том числе повышением безопасности.
В конце 2000-х годов во взаимоотношениях двух государств возникла проблема, связанная с тем, что пограничная река Пяндж изменила русло, в результате чего несколько хлопковых полей Таджикистана оказалось на афганской стороне реки. В январе 2009 года, правительство Афганистана договорилось, что Таджикистан уступит ему 3000 гектаров спорной территории вдоль реки Пяндж.

### Индия
Дипломатические отношения между Индией и Таджикистаном были установлены вскоре после обретения Таджикистаном независимости. Таджикистан занимает стратегически важное положение в Центральной Азии, граничащее с Афганистаном и КНР и отделён от Пакистана небольшой полоской афганской территории. Роль Индии в борьбе с такими организациями как «Талибан» и «Аль-Каида», а также её стратегическое соперничество с Китаем и Пакистаном, сделали связи с Таджикистаном, важными для её стратегической и политической безопасности.
В 2002 году Индия вложила 10 млн долларов в проект по модернизации старой советской военной базы в Айни, которая будет поддерживаться силами Северного альянса. База также была больницей для лечения раненых бойцов, противостоящих талибам. Индия предоставила обширную помощь в борьбе с повстанцами в Таджикистане, а также снабжала новыми самолетами. В 2003 году, две страны также провели совместные военные учения, явившимися первый подобными учениями индийских войск в Центральной Азии. После падения режима «Талибан» в Афганистане, страны подписали соглашение об усилении военного сотрудничества. В соответствии с ним, Индия развернула 17 вертолетов Ми-17 и 150 человек персонала Индийской Армии на Farkhor Air Base. Также в планах развертывание на территории Таджикистана, по крайней мере, 12 МиГ-29.
Несмотря на совместные усилия, двусторонняя торговля остаётся сравнительно небольшой — на сумму около 12 млн долларов в год. В 2005 году экспорт из Индии в Таджикистан был оценен в $6,2 млн и импорт — в $5,89 млн. Таджикское предложение о передаче электроэнергии в Индию в настоящее время находится в стадии рассмотрения. Индия предоставила $2 млн экстренной помощи Таджикистану в течение 2008 года, во время центральноазиатского энергетического кризиса.

### Иран
Иран открыл посольство в Душанбе почти сразу после получения Таджикистаном независимости — 8 января 1992 года. Отношениям двух стран способствует языковая близость персов и таджиков. Иран активно инвестирует в Таджикистан — в 2011 году сдан первый агрегат Сангтудинской ГЭС-2, в среднеазиатской республике иранский бизнес создал ряд швейных цехов.

### Китай

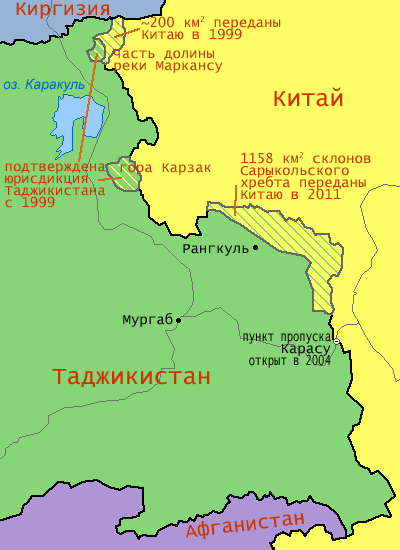
Карта изменений Таджикскистано-Китайской границы.

После провозглашения независимости Таджикистана, часть Таджикскистано-Китайской границы не была точно определена. Этот пограничный спор был решен в соглашениях, подписанных в 2002 году, согласно которым Таджикистан уступал Китаю 1000 км². горного хребта Памир, в обмен на отказ от претензий на 28 000 км². других таджикских земель.
Экономические отношения двух стран успешно развиваются. В 2014 году председатель КНР Си Цзиньпин побывал в Таджикистане с визитом.

### Пакистан
Дипломатические отношения между двумя государствами были установлены, когда Таджикистан после распада СССР стал независимым государством, и оставались достаточно напряженными из-за ситуации в Афганистане, граничащим с обеими странами. Несмотря на это, сотрудничество и торговля между Пакистаном и Таджикистаном, неуклонно растут. За последние годы было проведено несколько саммитов по улучшению торговли между двумя государствами.
В марте 2008 года посол Таджикистана заявил, что его страна сможет экспортировать в Пакистан дешёвую электроэнергию.

### Россия

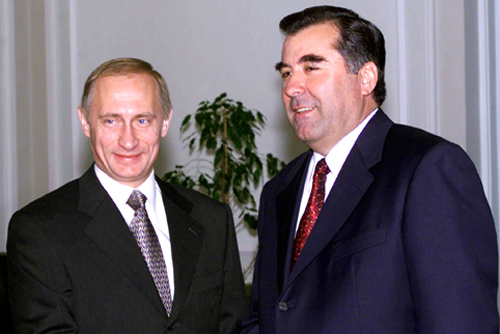
Владимир Путин и Эмомали Рахмон. 2000 г.

Таджикистан сильно зависит от денежных переводов, поступающих из России. В 2012 году он получил $3.595 млрд долларов переводов от трудовых мигрантов, что составляет около 48 % ВВП. Около 1,5 миллиона таджиков работают за границей, в основном в России.
До 2005 года, на таджикистано-афганской границе находилось 11 000 пограничников из России. В сентябре 2012 года, после нескольких месяцев переговоров, Россия и Таджикистан достигли соглашения относительно того, что Россия будет оплачивать свои базы в Таджикистане и продлит срок аренды до 20 или 29 лет. В основном они будут использоваться для размещения 9000 российских военнослужащих из 201-й мотострелковой дивизии. В результате данных договорённостей, Россия модернизирует четыре армейских лагеря и одну воздушную базу, на которых эти войска находятся. Для получения долгосрочной аренды, Россия согласилась продать Таджикистану вооружения и военную технику с большой скидкой, а также в течение срока действия достигнутых соглашений бесплатно обучать таджикских офицеров в российских военно-учебных заведениях.

### США

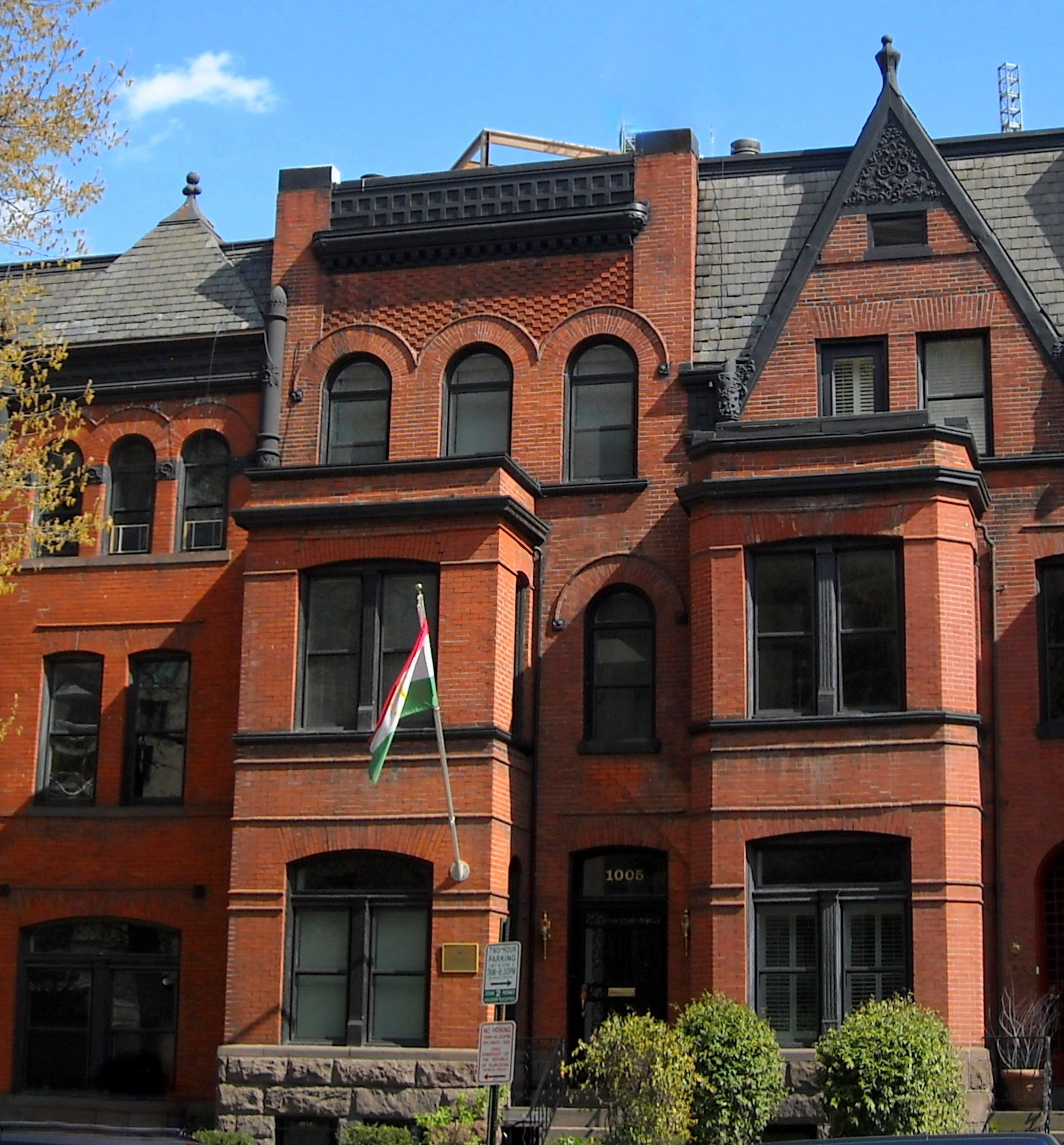
Здание посольства Таджикистана в Вашингтоне.

США одними из первых признали независимость Таджикистана 25 декабря 1991 года. 16 марта 1992 года Временный Поверенный в делах США в Таджикистане Эдмунд Маквильямс официально открыл временное Посольство США в Душанбе. В марте 1992 года было открыто первое Посольство в гостинице Авесто, но в октябре 1992 года Посольству пришлось приостановить свою деятельность в связи с началом гражданской войны. В марте 1993 года первый посол США в Таджикистане Стенли Эскудеро вручил свои верительные грамоты тогдашнему Председателю Верховного Совета Эмомали Рахмонову.
За последние 20 лет, США вложили свыше 1 миллиарда долларов США в Республику Таджикистан. Ежегодный товарооборот между странами вырос с 10 миллионов в начале 90-х до около 270 миллионов долларов США.
Когда в октябре 2001 года военные США начали наступление против талибов в Афганистане, Таджикистан предоставил американским военным право перелета через своё воздушное пространство.
В 2007 году на границе между Афганистаном и Таджикистаном, за счёт США был построен мост через реку Пяндж стоимостью 36 млн долларов.

### Турция
Турция является одним из важнейших внешнеторговых партнеров Таджикистана — товарооборот двух стран в 2013 году был 656,0 млн долларов (12,4 % суммарного внешнеторгового оборота Таджикистана), в том числе 473,4 млн долларов составили поставки в Турцию. Причем доля Турции во внешнеторговом обороте среднеазиатской республики растет — в 2009 году она составила лишь 5,9 %. Турция выступает как один из основных покупателей таджикских товаров — хлопкового волокна, первичного алюминия, кожи и кожсырья. На Турцию в 2013 году пришлось 40,7 % таджикского экспорта и 4,4 % импорта. Турецкие поставки в Таджикистан: мясо, фрукты, резиновые и пластмассовые изделия, ковры, текстиль, оборудование. В Таджикистане действуют совместные предприятия в сфере торговли, текстиля, полиграфии, в ноябре 2006 года в Душанбе открыт бизнес-центр, созданный турецкими строителями. Также действует прямое авиасообщение Душанбе — Стамбул.

### Узбекистан
С 1995 года отношения между Таджикистаном и Узбекистаном стали входить в полосу нарастающего и открытого взаимного отчуждения. Власти Узбекистана считали, что за поставляемую нефть, нефтепродукты и газ Таджикистану необходимо платить справедливую цену.
С ноября 2009 года по февраль 2010 года узбекские железнодорожники задержали около 400 вагонов грузов, предназначавшихся Таджикистану, а с начала февраля по июнь — уже порядка 2000. В ноябре 2011 года Узбекистан после взрыва на линии Галаба—Амузанг полностью прекратил железнодорожное движение на этом участке, что означало транспортную блокаду всего южного Таджикистана. В январе 2012 г. Узбекистаном под предлогом ремонта были закрыты 9 из 16 пропускных пунктов на границе с Таджикистаном. В апреле 2012 г. Узбекистан прекратил поставки в Таджикистан природного газа, что создало угрозу для работы Таджикского алюминиевого завода.
Все эти меры связывали с тем, что Узбекистан резко возражает против строительства Рогунской ГЭС в Таджикистане. Оно может привести к обмелению Амударьи, что нанесет урон хлопководству Узбекистана. Кроме того, как утверждали в Узбекистане, строящаяся плотина ГЭС находится в сейсмоопасной зоне и в случае её разрушения теоретически могут быть затоплены и населённые пункты Узбекистана ниже по течению.
Также между Узбекистаном и Таджикистаном существовал территориальный конфликт вокруг Фархадской ГЭС
После прихода к власти в Узбекистане президента Шавката Мирзиёева узбекско-таджикские отношения улучшились. В 2017 году были возобновлены авиарейсы между столицами двух стран, была восстановлена железная дорога Галаба — Амузанг, была открыта международная автодорога А-377 на участке Самарканд — Пенджикент, возобновили работу около пункты пропуска на узбекско-таджикской границе. В 2018 году было достигнуто соглашение о возобновлении поставок узбекского газа в Таджикистан, была достигнута договорённость о том, что территория, на которой расположена Фархадская ГЭС, будет признана территорией Таджикистана, а сам гидроэнергетический объект — собственностью Узбекистана. Охрану объекта будет осуществлять таджикская сторона, а его техническим обслуживанием будет заниматься Узбекистан Узбекистан также отказался от критики строительства Рогунской ГЭС, а затем и одобрил его.